# Багряшево
Багряшево (баш. Бэкрэш) — упразднённая деревня Гафурийского района Республики Башкортостан.

## География
Исчезнувшая деревня находилась у горы Бииктюбе, при одноимённой речке — притоке р. Армет, на границе современного Гафурийского и Ишимбайского районов.

## История
Возникла в конце 18 века. Все багряшевцы — припущенники, вышли из Гирей-Кипчакской волости. Исчезла до 1920 г. — в списке деревень за 1920 г. её нет.

## Население
В Багряшево в конце XVIII в. насчитывалось 5 дворов с 24 жителями, в 1834 г. — проживали 76, в 1850 г. — 98, в 1896 г. — 170 жителей.

## Инфраструктура

### Экономика
Основа экономики — сельское хозяйство.
багряшевцы в 1839 году владели 60 лошадьми, 45 коровами, 70 овцами, 30 козами; у них было 25 ульев и 30 бортей. На 77 человек в 1842 году засеяли 32 пуда озимого и 232 пуда ярового хлеба.

## Транспорт
Деревня стояла на дороге из Нижнеарметово в Нижний Ташбукан.